# Lijst van Israëlische ministers van Regionale Samenwerking

## Lijst van Israëlische ministers van Regionale Samenwerking
| # | Naam               | Partij      | Regering | Begin termijn    | Einde termijn    | Opmerkingen               |
| - | ------------------ | ----------- | -------- | ---------------- | ---------------- | ------------------------- |
| 1 | Shimon Peres       | Een Israel  | 28       | 6 juli 1999      | 7 maart 2001     |                           |
| 2 | Tzipi Livni        | Likoed      | 29       | 7 maart 2001     | 29 augustus 2001 |                           |
| 3 | Roni Milo          | Het Centrum | 29       | 29 augustus 2001 | 28 februari 2003 |                           |
| 4 | Silvan Shalom      | Likoed      | 32, 33   | 31 maart 2009    | 14 mei 2015      |                           |
| 5 | Benjamin Netanyahu | Likoed      | 34       | 14 mei 2015      | 26 december 2016 | naast functie als premier |
| 6 | Tzachi Hanegbi     | Likoed      | 34       | 26 december 2016 | 17 mei 2020      |                           |
| 7 | Gilad Erdan        | Likoed      | 35       | 17 mei 2020      | 5 juli 2020      |                           |
| 8 | Ofir Akunis        | Likoed      | 35       | 5 juli 2020      | 13 juni 2021     |                           |
| 9 | Issawi Frej        | Meretz      | 36       | 13 juni 2021     |                  |                           |

### Vice-ministers
| # | Naam       | Partij | Regering | Begin termijn | Eind termijn    |
| - | ---------- | ------ | -------- | ------------- | --------------- |
| 1 | Ayoob Kara | Likoed | 34       | 19 mei 2015   | 20 januari 2017 |